# Abergavenny
Abergavenny (walisisch Y Fenni) mit der Bedeutung Mündung des Flusses Gavenny ist eine Minderstadt in Monmouthshire, Südwales (englisch South Wales). Der Ort liegt 24 Kilometer westlich von Monmouth und 10 Kilometer von der englischen Grenze entfernt. Ursprünglich ein römisches Militärlager (castrum) mit Namen Gobannium, wurde es im Mittelalter eine befestigte Stadt innerhalb der Welsh Marches. In der Stadt befinden sich die Reste der Burg Abergavenny, die kurz nach der normannischen Eroberung von Wales gebaut wurde.
Abergavenny liegt am Zusammenfluss von Gavenny und River Usk und wird fast ganz von zwei Bergen umschlossen, dem Blorenge (559 Meter) und dem Sugar Loaf (596 Meter), sowie fünf Hügeln, Ysgyryd Fawr (The Skirrid), Ysgyryd Fach (Skirrid Fach), Deri, Rholben und Mynydd Llanwenarth, auch als „Llanwenarth Breast“ bekannt. Von hier aus hat man Zugang zu den Black Mountains und dem Brecon-Beacons-Nationalpark. In der Nähe liegt der  Offa’s Dyke Path , die Fernwanderwege Marches Way, Beacons Way und Usk Valley Walk verlaufen durch den Ort.

## Geschichte
Gobannium war eine römische Festung, die die Straße durch das Tal des Usk bewachte, die die Legionslager Burrium Usk und Isca Augusta bzw. Isca Silurum, heute Caerleon, im Süden mit Cicucium (Y Gaer) bei Brecon verband. Sie wurde auch gebaut, um den Frieden mit den hier siedelnden Silurern zu sichern. Reste der Festungswälle wurden in den späten 1960er Jahren bei Bauarbeiten westlich der Burg entdeckt.
1087 errichtete der normannische Adlige Hamelin de Ballon eine Burg als Mittelpunkt der neuen Herrschaft Abergavenny. Hamelin gründete auch im späten 11. Jahrhundert die Benediktiner-Priorei St Mary (heute Priory Church of St Mary). Um die Burg entstand bald eine 'Burgavenny' genannte Siedlung. Aufgrund seiner grenznahen Lage war Abergavenny in dieser Zeit häufig Schauplatz von militärischen Auseinandersetzungen in den Welsh Marches. 1175 fand in der Burg bei einem Weihnachtsbankett das Massaker an walisischen Häuptlingen statt, für das William de Braose verantwortlich war. Nach 1241 wurde die Stadt mit einer Mauer und mit fünf Toren befestigt.
Owain Glyndŵr eroberte 1404 Abergavenny. 1541 wurde das Kloster aufgelöst und in eine Grammar School umgewandelt. 1639 erhielt Abergavenny eine städtische Charta, die 1688 wieder zurückgenommen wurde. In den Jahrzehnten danach verschlechterte sich die wirtschaftliche Situation der Stadt. 1854 wurde Abergavenny an das Eisenbahnnetz angeschlossen.

## Persönlichkeiten
- George Nevill, 5. Baron Bergavenny (1469–1535), Adliger, Militärkommandant und Politiker
- David Lewis (1617–1679), Jesuit, Heiliger der römisch-katholischen Kirche
- Arthur James Herbert (1855–1921), Diplomat
- Ethel Lina White (1876–1944), Schriftstellerin
- Joshua Philip Turner (1897–1949), Autorennfahrer
- Charles Martin (1913–1998), Autorennfahrer
- David Rees (1918–2013), Mathematiker und Hochschullehrer
- William Griffiths (1922–2010), Hockeyspieler
- Brian Savegar (1932–2007), Szenenbildner, Oscar- und Emmy-Gewinner
- Julian Winn (* 1972), Radrennfahrer
- Shane Clash (* 1979), Biathlet
- Jethro Binns (* 1984), Squashspieler
- Marina and the Diamonds (Marina Lambridi Diamandis, * 1985)
- Rebecca James (* 1991), Radrennfahrerin
- Charlotte Carey (* 1996), Tischtennisspielerin

## Städtepartnerschaften
Abergavenny unterhält Partnerschaften mit folgenden Städten und Gemeinden:
- Sarno, Provinz Salerno, Italien
- Östringen, Baden-Württemberg, Deutschland
- Beaupréau-en-Mauges, Département Maine-et-Loire, Frankreich